# عرض آل الحصن (شبام)
'

تعديل مصدري - تعديل

عرض ال الحصن هي إحدى قرى عزلة شبام بمديرية شبام التابعة لمحافظة حضرموت، بلغ تعداد سكانها 31 نسمة حسب تعداد اليمن لعام 2004.